# Liverpool Football Club 1994-1995
Questa voce raccoglie le informazioni riguardanti il Liverpool Football Club nelle competizioni ufficiali della stagione 1994-1995.

## Stagione
Nella stagione che vide l'addio di alcuni giocatori della vecchia guardia come Grobbelaar e Whelan, a cui si aggiunse Nicol a stagione iniziata, il Liverpool tornò alla vittoria di un trofeo con la conquista della Coppa di Lega, ottenuta battendo in finale il Bolton con una doppietta di McManaman. In Premier League, grazie alla crescita di Robbie Fowler e alle reti di Ian Rush i Reds rimasero costantemente nelle posizioni valevoli per la Coppa UEFA, confermando la qualificazione per la terza competizione europea battendo all'ultima giornata i futuri campioni nazionali del Blackburn. In FA Cup il Liverpool arrivò fino al sesto turno, ottenendo sempre la qualificazione dopo aver disputato una ripetizione: in seguito a una rimonta del Tottenham, i Reds vennero estromessi dalla competizione.

## Maglie e sponsor
Lo sponsor tecnico per la stagione 1994-1995 è Adidas, mentre lo sponsor ufficiale è Carlsberg.
| Manica sinistra · Manica sinistra · Maglietta · Maglietta · Manica destra · Manica destra · Pantaloncini · Pantaloncini · Calzettoni · Calzettoni | Manica sinistra · Manica sinistra · Maglietta · Maglietta · Manica destra · Manica destra · Pantaloncini · Pantaloncini · Calzettoni · Calzettoni | Manica sinistra · Manica sinistra · Maglietta · Maglietta · Manica destra · Manica destra · Pantaloncini · Pantaloncini · Calzettoni · Calzettoni |  |

## Organigramma societario
Area direttiva
- Presidente: David Moores

Area tecnica
- Allenatore: Roy Evans
- Allenatore in seconda: Ronnie Moran

## Rosa
| N. |                        | Ruolo | Calciatore          |
| -- | ---------------------- | ----- | ------------------- |
| 1  | Inghilterra (bandiera) | P     | David James         |
| 2  | Inghilterra (bandiera) | D     | Rob Jones           |
| 4  | Scozia (bandiera)      | D     | Steve Nicol         |
| 5  | Inghilterra (bandiera) | D     | Mark Wright         |
| 6  | Irlanda (bandiera)     | D     | Phil Babb           |
| 6  | Scozia (bandiera)      | D     | Don Hutchison       |
| 7  | Inghilterra (bandiera) | C     | Nigel Clough        |
| 8  | Inghilterra (bandiera) | C     | Paul Stewart        |
| 9  | Galles (bandiera)      | A     | Ian Rush (capitano) |
| 10 | Inghilterra (bandiera) | C     | John Barnes         |
| 11 | Inghilterra (bandiera) | C     | Mark Walters        |
| 12 | Inghilterra (bandiera) | D     | John Scales         |
| 13 | Danimarca (bandiera)   | P     | Michael Stensgaard  |
| 14 | Danimarca (bandiera)   | C     | Jan Mølby           |

| N. |                              | Ruolo | Calciatore          |
| -- | ---------------------------- | ----- | ------------------- |
| 15 | Inghilterra (bandiera)       | C     | Jamie Redknapp      |
| 16 | Inghilterra (bandiera)       | C     | Michael Thomas      |
| 17 | Inghilterra (bandiera)       | C     | Steve McManaman     |
| 18 | Inghilterra (bandiera)       | D     | Phil Charnock       |
| 19 | Irlanda (bandiera)           | C     | Mark Kennedy        |
| 20 | Norvegia (bandiera)          | D     | Stig Inge Bjørnebye |
| 21 | Inghilterra (bandiera)       | D     | Dominic Matteo      |
| 22 | Inghilterra (bandiera)       | D     | Steve Harkness      |
| 23 | Inghilterra (bandiera)       | A     | Robbie Fowler       |
| 24 | Galles (bandiera)            | A     | Lee Jones           |
| 25 | Inghilterra (bandiera)       | D     | Neil Ruddock        |
| 26 | Trinidad e Tobago (bandiera) | P     | Tony Warner         |
| 27 | Inghilterra (bandiera)       | P     | Mark Prudhoe        |
| 28 | Inghilterra (bandiera)       | P     | Alec Chamberlain    |